# Bactrocera flavipennis
Bactrocera flavipennis
 es una especie de díptero que Hardy describió por primera vez en 1982. Bactrocera flavipennis pertenece al género Bactrocera de la familia Tephritidae.  